# Skorobohaty

Herb Skorobohaty

Skorobohaty (Kruczyn) – polski herb szlachecki, herb własny rodziny Skorobohatych.

## Opis herbu
Opis z wykorzystaniem klasycznych zasad blazonowania, według ilustracji Tadeusza Gajla:
W polu czerwonym krzyż złoty. Klejnot nad hełmem w koronie: samo godło. Labry czerwone, podbite złotem.

## Najwcześniejsze wzmianki
Kasper Niesiecki w swojej pracy z 1743 roku podaje, że rodzina Skorobohatych posługuje się herbem Kruczyn czyli krzyżem na tarczy bez określenia barw i klejnotu.
Juliusz Karol Ostrowski podał barwy i klejnot herbu.
Taki sam wizerunek herbu jako Krucini g zamieścił Teodor Chrząński w Tablicach odmian herbowych z 1909 roku.

## Herbowni
Jedna rodzina herbownych (herb własny):
- Skorobohaty.